# Fozzy C & C
Fozzy C & C (укр. Фоззі) — українська торгова мережа гуртових гіпермаркетів, які працюють у форматі Cash & Carry. Є центром гуртових закупівель для суб'єктів підприємницької діяльності усіх видів бізнесу. Заснована в 1998 році. Входить в торгово-промислову групу компаній — Fozzy Group.

## Історія
Перший гіпермаркет був відкритий 29 грудня 1997 року в Вишневому під Києвом по вул. Промислова, 5, торгова площа — 7 800 м².
Другим став гіпермаркет у Пролісках під Києвом по вул. Броварський, 2А 25 квітня 2005 року, торгова площа — 6 610 м².
Третім відкрився гіпермаркет в Одесі на вул. Балківській 21 серпня 2005, торгова площа — 8 200 м².
Четвертим відкрився гіпермаркет в Рівному по вул. Володимира Стельмаха, 9 у грудні 2007, торгова площа — 10 000 м².
П'ятий гіпермаркет відкрили в Харкові на метро Салтівська у вересні 2009, торгова площа — 10 000 м².
У 2022 був реконструйований гіпермаркет у Вишневому, був оновлений фасад та інтер'єр, замінене обладнання.
14 серпня 2023 року росіяни атакували Одещину ракетами "Калібр" та дронами-камікадзе Shahed-136, внаслідок чого було вщент знищено одеський гіпермаркет Fozzy. Однак згодом гіпермаркет відновив гуртову торгівлю та через інтернет зі свого складу в Одесі.
У 2024 році відкритий 10й магазин мережі. Він заїхав замість колишнього "Сільпо" та відкрився 3 серпня.

## Магазини
| Область                  | Населений пункт | Адреса                           | Дата відкриття     |
| ------------------------ | --------------- | -------------------------------- | ------------------ |
| Київська область         | Вишневе         | Вулиця Промислова, 5             | 29.12.1997         |
| Київська область         | Проліски        | Вулиця Броварська, 2-А           | 25.04.2005         |
| Одеська область          | Одеса           | Вулиця Середня, 83-А             | 21.08.2005         |
| Рівненська область       | Рівне           | Вулиця Володимира Стельмаха, 9   | 08.12.2007         |
| Харківська область       | Харків          | Вулиця Нескорених, 9             | 19.09.2009         |
| Полтавська область       | Кременчук       | Вулиця Київська, 66-Г            | 22.08.2012         |
| Дніпропетровська область | Дніпро          | Вулиця Сонячна Набережна, 2      | 10.12.2013         |
| Київ                     | Київ            | Вулиця Академіка Заболотного, 37 | 18.12.2013         |
| Київ                     | Київ            | Проспект Степана Бандери, 23     | 01.12.2015         |
| Дніпропетровська область | Кривий Ріг      | Бульвар Вечірній, 33             | 03.08.2024         |
| Чернівецька область      | Чернівці        | Галицький шлях, 11               | Очікується 11.2025 |

## Власна торгова марка
Торгова мережа торгує власною торговою маркою Extra!, а також іншими власними торговами марками холдингу Fozzy Group (Премія, Повна Чаша, інші).
Торгова марка Extra! була заснована у 2011 році, представлена в економ-сегменті, налічує 577 найменувань, серед яких продукти харчування і товари непродовольчої групи соціального сегмента у 182 категоріях загалом.